# Svátek Jména Panny Marie
Svátek Jména Panny Marie (nomen sanctissimum Mariæ) je jedním ze svátků slavených během roku. Těžištěm tohoto svátku je oslava pojmenování Boží Matky, hebrejské ženy, která porodila Ježíše Krista. Jméno Panny Marie je v mnoha variantách stále velmi populární.

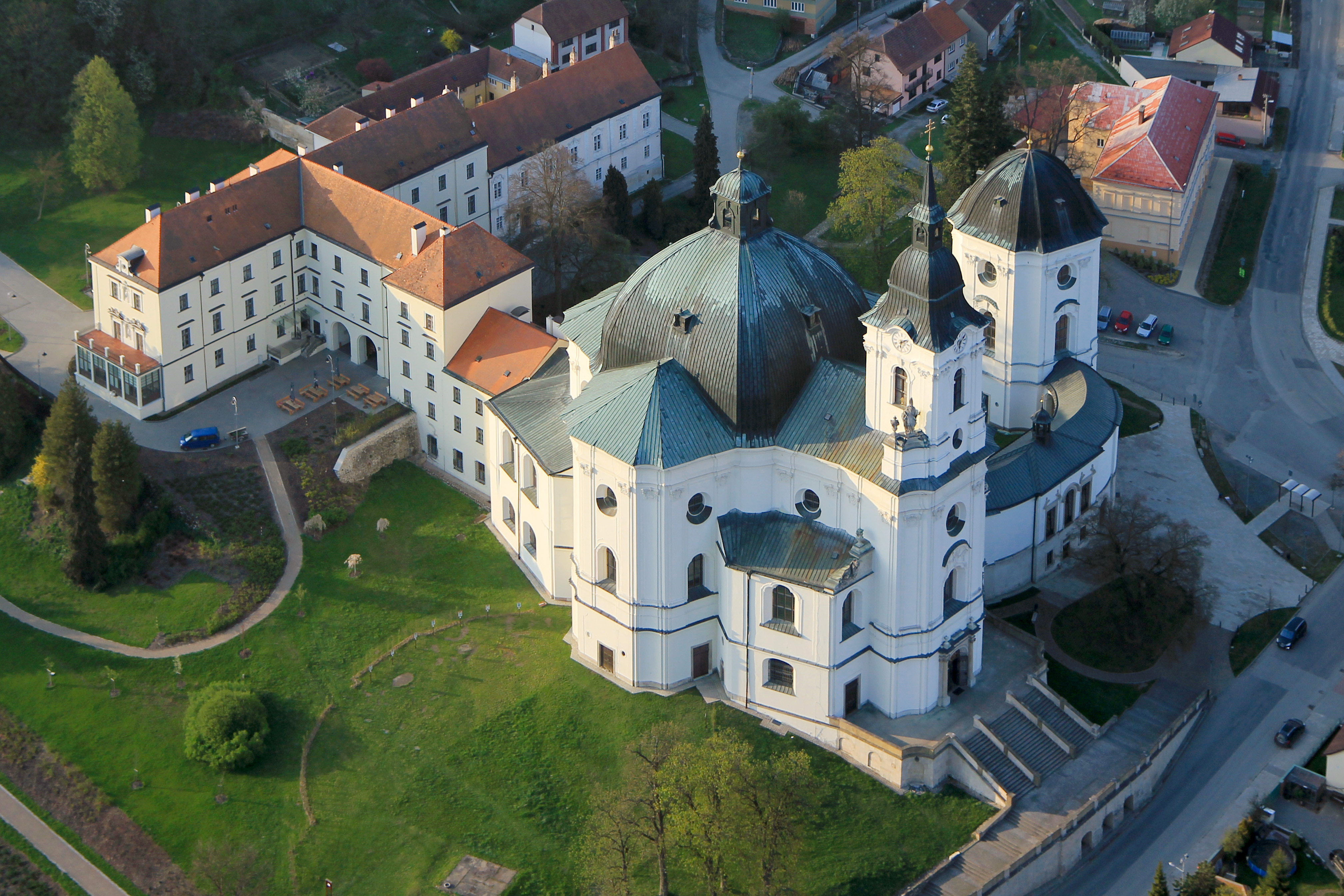
Kostel Jména Panny Marie ve Křtinách v Jihomoravském kraji

## Historie
Svátek se původně začal slavit v diecézi Cuenca ve Španělsku na počátku 16. století. Univerzálního významu v katolické církvi nabyl po vítězství křesťanských vojsk nad Turky při druhém obléhání Vídně v 17. století. Tehdy jej papež Inocenc XI. vyhlásil pro celou západní církev. Slaven je 12. září, čili v den výročí bitvy, ke které došlo 12. září 1683.
Po druhém Vatikánském koncilu byl svátek dokonce vyřazen z Římského kalendáře, do kterého se jako památka navrátil v roce 2001.